# هاين فرنانديز
هاين فرنانديز (بالدنماركية: Heine Fernandez)‏ هو لاعب كرة قدم ومدرب كرة قدم دنماركي في مركز الهجوم، ولد في 14 يوليو 1966 في الدنمارك في مملكة الدنمارك. شارك مع منتخب الدنمارك لكرة القدم. أما مع النوادي، فقد لعب مع نادي سيلكيبورج ونادي فيبورج ونادي كوبنهاغن وهافنار بولتفيلاغ.

## وصلات خارجية
- هاين فرنانديز على موقع قاعدة بيانات كرة القدم.إي يو (الإنجليزية)
- هاين فرنانديز على موقع ناشيونال فوتبول تيمز (الإنجليزية)